# Rheinprovinz
Die Rheinprovinz (auch Provinz Rheinland, Rheinpreußen oder Rheinlande genannt) war eine von 1822 bis 1945 bestehende Provinz Preußens am namensgebenden Rhein. Sie entstand 1822 als Fusion der Provinzen Jülich-Kleve-Berg und Großherzogtum Niederrhein und umfasste ursprünglich das Rheinland von Kleve bis Saarbrücken, später bis Trier. Als Exklave gehörte ein Gebiet um Wetzlar und Braunfels dazu. Infolge des Ersten Weltkriegs wurden das Saargebiet abgetrennt und die damaligen Landkreise Eupen und Malmedy an Belgien abgetreten. Nach dem Zweiten Weltkrieg fiel der nördliche, unter britischer Besatzung stehende Teil an das neugebildete Land Nordrhein-Westfalen und der französisch besetzte Süden an Rheinland-Pfalz. Der Landkreis Wetzlar, eine Exklave der Provinz, wurde Hessen zugeschlagen.
Der Oberpräsident und die staatliche Verwaltungsbehörde der Rheinprovinz hatten ihren Sitz in Koblenz. In Düsseldorf wiederum waren der Landtag und der Provinzialverband ansässig, eine kommunale Selbstverwaltungskörperschaft für überkommunale Aufgaben. Die Hauptorgane dieses Gemeindeverbands waren der Landeshauptmann und der Provinziallandtag.

## Geschichte
Historisch ist das Rheinland vor allem durch das Römische Reich, durch das Fränkische Reich, durch die Entwicklung von Territorialstaaten unter dem Dach des Heiligen Römischen Reichs, durch die mit dem Begriff „deutsch-französische Erbfeindschaft“ bezeichneten Konflikte und durch die Industrialisierung geprägt worden.
Vor 1792 verteilte sich das spätere Gebiet der Rheinprovinz auf vier Reichskreise, den Burgundischen, Kurrheinischen, Niederrheinisch-Westfälischen und Oberrheinischen Kreis, mit über 50 Territorien, die etwa ebenso vielen Landesherren gehörten. Im Herzogtum Kleve, Teilen des Herzogtums Geldern und im Fürstentum Moers war dies der König von Preußen. Hinzu kamen etwa 30 Herrschaften, die nicht in einen Kreisverband aufgenommen waren und als reichsunmittelbar bezeichnet wurden, sowie die Reichsritterschaft in zwei Kantonen des Rheinischen Ritterkreises mit 75 Besitzern von Herrschaften oder geschlossenen Gütern.
Im Zuge der Befreiungskriege kamen die Gebiete entlang des Rheins unter preußische Verwaltung und wurden nach dem Wiener Kongress, das die Gebiete im Laufe der Verhandlungen definitiv Preußen zuschlug, grundlegend neu geordnet. Die Basis für die Rheinprovinz bildeten dabei die vorübergehend geschaffenen Generalgouvernements Mittelrhein, Niederrhein und Berg.
Seine neuen Untertanen begrüßte der preußische König Friedrich Wilhelm III. in einer Proklamation am 5. April 1815:

„Ich trete mit Vertrauen unter euch, gebe euch eurem deutschen Vaterlande, einem alten deutschen Fürstenstamme wieder und nenne euch Preußen.“

Indes empfanden sich die Einwohner der Rheinprovinz oft als „Musspreußen“. Viele fürchteten insbesondere den Verlust des „Rheinischen Rechts“, was sich etwa im Köln-Düsseldorfer Verbrüderungsfest von 1843 manifestierte. Da das rheinische Bürgertum viele Errungenschaften der Französischen Revolution schätzte, war die Rheinprovinz eine Hochburg eines antiborussischen Partikularismus und der demokratischen Bewegung, besonders auch der Idee der Volkssouveränität in der Deutschen Revolution 1848/1849. Nach der Rheinkrise (1840) wurde Preußens Stellung im Westen Deutschlands andererseits zunehmend als „Wacht am Rhein“ wahrgenommen und patriotisch stilisiert. 
Die Zuordnung des Rheinlands zu Preußen wurde mit der Unterzeichnung der Wiener Kongressakte am 9. Juni 1815 völkerrechtlich besiegelt. Der Historiker Thomas Nipperdey bewertete dies als grundlegend für die Geschichte Deutschlands:

„Die Versetzung Preußens an den Rhein ist eine der fundamentalen Tatsachen der deutschen Geschichte, eine der Grundlagen der Reichsgründung von 1866/1871. Mit der Rheinprovinz war die künstliche Existenz Preußens, die Spaltung in eine Ost- und Westhälfte, neu befestigt und schärfer als je zuvor ausgeprägt. Das wurde zur stärksten Antriebskraft preußischer Machtpolitik; letzten Endes ging es darum, diese Spaltung zu überwinden. Preußens Rolle als Schutzmacht Deutschlands an der Westgrenze – in Verbindung mit der Zweiteilung – führte dazu, daß seine eigene Sicherheit unzertrennlich mit seiner Stellung in Deutschland verbunden war; sein Streben nach einer hegemonialen Stellung jedenfalls im Norden war von daher fast eine Notwendigkeit. Wenn die Kleindeutschen später von einer ‚Mission Preußens‘ zum Schutz und darum zur Einigung Deutschlands gesprochen haben, so muß man sagen, daß Preußen strategisch und geopolitisch in diese ‚Mission‘ hineingedrängt worden ist. Schließlich – die Verteidigungsaufgabe hat den preußischen Militarismus neu stabilisiert und legitimiert; zugleich hat gerade die Rheinprovinz Preußen zur stärksten deutschen Wirtschaftsmacht gemacht und seine eigentümliche Modernität weiter ausgeprägt: auch die innere Struktur ist von dieser Entscheidung von 1815 grundlegend geprägt worden.“

Noch während des Wiener Kongresses wurde durch die Verordnung über die verbesserte Einrichtung der Provinzialbehörden vom 30. April 1815 für den absehbar wesentlich wachsenden Umfang des preußischen Staates eine Einteilung in zehn Provinzen geplant und angeordnet. Die Einzelheiten der neuen Grenze mit den Niederlanden wurde am 26. Juni 1816 in einem Grenzvertrag in Aachen festgelegt. Die zunächst gebildeten beiden Provinzen Jülich-Kleve-Berg mit Sitz in Köln und Großherzogtum Niederrhein mit Sitz in Koblenz wurden durch Kabinettsorder vom 22. Juni 1822 zu einer Provinz vereint, die nach der Vereinigung beider Konsistorien und Medizinalkollegien die Rheinprovinzen und spätestens ab Mai 1830 Rheinprovinz genannt wurde. Die Eingliederung blieb stets problematisch, da sowohl das Rheinland als auch Westfalen an dem Zivil- und Handelsrecht, den Handelskammern und der Gemeindeverfassung festhielten, die während der napoleonischen Herrschaft eingeführt worden waren.
Sitz des Oberpräsidenten der Rheinprovinz, also der Provinzialregierung, war Koblenz. Das Oberpräsidium hatte dort zunächst seinen Sitz im ehemaligen Kurfürstlichen Schloss und ab 1911 in einem neubarocken Gebäude an der heutigen Stresemannstraße (jetzt Struktur- und Genehmigungsdirektion Nord). Die Rheinprovinz gliederte sich in die fünf Regierungsbezirke Aachen, Düsseldorf (einschließlich des 1822 aufgelösten Kleve), Koblenz, Köln und Trier. Die Regierungsbezirke waren wiederum in Landkreise mit je etwa 30.000 bis 40.000 Einwohnern eingeteilt.
Das Gebiet der Rheinprovinz war nahezu geschlossen. Es gab drei Enklaven:
- Das Fürstentum Birkenfeld, später Kreis Birkenfeld, gehörte bis 1937 als Exklave zum Großherzogtum Oldenburg beziehungsweise zum Freistaat Oldenburg, bevor Birkenfeld im Rahmen des Groß-Hamburg-Gesetzes in die Rheinprovinz eingegliedert wurde.
- Eine weitere Enklave bildete von 1816 bis 1834 eine Exklave des Herzogtums Sachsen-Coburg, die 1819 zum Fürstentum Lichtenberg erhoben wurde. Lichtenberg wurde 1834 an Preußen verkauft, mit dem es seit 1830 in Zollunion verbunden war, und der Rheinprovinz eingegliedert.
- Das hessische Oberamt Meisenheim wurde 1866 angegliedert.

Die einzige Exklave der Rheinprovinz bildete bis 1932 der Landkreis Wetzlar.
Als die beiden Fürstentümer Sigmaringen und Hechingen 1850 an Preußen kamen, erhielten sie vereinigt als Hohenzollernsche Lande den Status einer preußischen Provinz. Sie bildeten den Regierungsbezirk Sigmaringen, für den verschiedene Verwaltungsbeziehungen zur Rheinprovinz bestanden.
Die politische und kulturelle Eingliederung der Rheinprovinz in den Staat Preußen war eine große Herausforderung. Schließlich war das Rheinland, was Industrie und Handel betraf, weiter fortgeschritten als die übrigen, weitgehend agrarisch geprägten Provinzen, und das rheinische Bürgertum war entsprechend selbstbewusst, während im übrigen Preußen der Vorrang des Adels noch unumstritten war. Außerdem war die Rheinprovinz mehrheitlich katholisch, was ebenfalls zu Vorbehalten gegenüber der neuen Obrigkeit führte.
Nach dem Ersten Weltkrieg wurde das westliche Rheinland 1918 durch französische, belgische, britische sowie US-amerikanische Truppen besetzt (vgl.: Alliierte Rheinlandbesetzung); die letzten Besatzungstruppen räumten 1930 und damit fünf Jahre vor dem im Friedensvertrag von Versailles vorgesehenen Termin das Rheinland. Im Versailler Vertrag wurde 1919 auch die räumliche Aufteilung neu geregelt. Der südliche Teil der Provinz Rheinland (zu den einzelnen Kreisen und Städten siehe Übersicht unten) wurde 1920 ausgegliedert und bildet mit dem ehemals bayerisch-pfälzischen Gebiet des Saarpfalz-Kreises das Saargebiet. Die Grenzziehung orientierte sich dabei an den Wohnorten der Bergleute, die in den Kohlegruben der Region arbeiteten. 1920 wurde es mit einem Mandat des Völkerbundes für 15 Jahre unter französische Verwaltung gestellt.
Mit dem Preußenschlag von 1932 wurde auch in der Rheinprovinz die Regierungsgewalt des Oberpräsidenten faktisch aufgehoben, was die nach der NS-Machtübernahme energisch betriebene Gleichschaltung erleichterte. Als nach der Saarabstimmung am 13. Januar 1935 das Saargebiet wieder an das Deutsche Reich kam, wurde es nicht wieder an die Rheinprovinz angegliedert, sondern behielt eine politische Sonderstellung, in der es faktisch immer enger mit der bayerischen Pfalz verflochten wurde, was in der Proklamation des Reichsgaues Westmark gipfelte. Im März 1936 setzte Hitler mit der deutschen Rheinlandbesetzung die Remilitarisierung durch.

Wappen der Rheinprovinz von 1926 nach einem Entwurf von Wolfgang Pagenstecher, heute Wappen des Landschaftsverbands Rheinland: Das Wappen zeigt oben den Preußischen Adler, unten im grünen Feld einen schrägen, silbernen Wellenbalken für den Rhein, ursprünglich Symbol des Großherzogtums Niederrhein.

Noch vor dem Ende des Zweiten Weltkriegs richteten die Vereinigten Staaten von Amerika in der Rheinprovinz eine Provinzialregierung mit Sitz in Bonn ein. Am 30. April 1945 beriefen sie den ehemaligen Oberpräsidenten Hans Fuchs als deren Leiter. Mit der unter den Alliierten auf der Konferenz von Jalta vereinbarten Aufteilung Deutschlands in Besatzungszonen wurde gemäß der Berliner Erklärung vom 5. Juni 1945 und der am gleichen Tage erlassenen Feststellung über Besatzungszonen der nördliche Teil der Rheinprovinz – die Regierungsbezirke Aachen, Düsseldorf und Köln – zunächst als Nordrheinprovinz zum Teil der britischen Besatzungszone, während die südlich gelegenen Regierungsbezirke Koblenz und Trier der französischen Besatzungszone zugewiesen wurden. Nach diesem Schritt verlegten die Briten das Oberpräsidium der Provinz Nordrhein von Bonn nach Düsseldorf, entließen Fuchs und bestimmten den ehemaligen Oberbürgermeister Robert Lehr zum Oberpräsidenten. Durch die Verordnung Nr. 46 der Militärregierung vom 23. August 1946 „Auflösung der Provinzen des ehemaligen Landes Preußen in der Britischen Zone und ihre Neubildung als selbständige Länder“ verschmolzen die Briten das Gebiet der Regierungsbezirke Aachen, Düsseldorf und Köln (Provinz Nordrhein) mit der ehemaligen preußischen Provinz Westfalen zum Land Nordrhein-Westfalen, um territoriale Fakten zu schaffen, da Frankreich nach dem Krieg die gesamte linke Rheinseite für sich beanspruchte (siehe Geschichte Nordrhein-Westfalens – Unmittelbare Nachkriegszeit und Gründung Nordrhein-Westfalens). Am 11. Oktober 1946 wies William Asbury, der britische Zivilgouverneur für Nordrhein-Westfalen, die nordrhein-westfälische Landesregierung schließlich an, durch eine Verordnung die noch bestehenden Oberpräsidien der Provinzen Nordrhein und Westfalen in Düsseldorf und Münster aufzuheben und ihre Befugnisse zu übernehmen, was dann am 20. Oktober 1946 auch geschah und die Provinzialgeschichte beendete.
Das südliche Gebiet der Rheinprovinz, das mit den Regierungsbezirken Koblenz und Trier Teil der französischen Besatzungszone geworden war, bildete für eine Übergangszeit zusammen mit den westlichen nassauischen Gebieten (Montabaur) die Provinz Rheinland-Hessen-Nassau, seit August 1946 der größte Bestandteil des Landes Rheinland-Pfalz. Noch im Juli waren über 100 Gemeinden – v. a. die Gegend beiderseits des unteren Saarlaufs – dem Saargebiet angegliedert worden, was bei dem Gebietstausch zwischen Rheinland-Pfalz und dem Saargebiet am 8. Juni 1947 nur teilweise rückgängig gemacht wurde, sodass das heutige Saarland auch 1920 bis 1935 preußisch gebliebenes Gebiet, vor allem im Raum Wadern und Perl, umfasst.
In späteren Volksabstimmungen entschieden sich die Süd-Rheinländer und die ehemals bayerischen Pfälzer zum Erhalt des Status quo und damit für das Land Rheinland-Pfalz.
Die heutige Landesgrenze zwischen Nordrhein-Westfalen und Rheinland-Pfalz entspricht zufällig ziemlich genau einer relativ scharfen Dialektgrenze.
Bis zumeist wenig südlich der Landesgrenze, genauer gesagt bis zum Übergang von der Vinxtbach-Linie zur Bad Honnefer Linie (Dorp/Dorf-Isoglosse) werden Ripuarische Dialekte ähnlich der „kölschen Mundart“ gesprochen, während es sich südlich anschließend um moselfränkische Dialekte handelt.

## Gebiet und Einwohnerentwicklung
Vor dem Ersten Weltkrieg umfasste die Provinz eine Fläche von 27.000 km². Nach der Abtretung von Eupen-Malmedy und dem Saargebiet im Jahre 1920 und Änderungen der Grenzen zur Provinz Westfalen im Ruhrgebiet und zur Provinz Hessen-Nassau im Raum Wetzlar verringerte sich die Fläche bis 1939 auf 24.477 km².
| Jahr | Einwohner |
| ---- | --------- |
| 1819 | 1.972.837 |
| 1848 | 2.806.920 |
| 1871 | 3.579.347 |
| 1880 | 4.074.000 |
| 1890 | 4.710.391 |
| 1900 | 5.759.798 |
| 1910 | 7.121.140 |
| 1925 | 7.256.978 |
| 1933 | 7.631.723 |
| 1939 | 7.915.830 |

## Verwaltungsgliederung der Rheinprovinz
Heute noch existierende Kreise/Stadtkreise sind fett dargestellt.

### Regierungsbezirk Aachen
Landkreise
1. Landkreis Aachen
2. Landkreis Düren
3. Landkreis Erkelenz
4. Landkreis Eupen (bis zum 31. Oktober 1922, ab dem 20. September 1920 „Restkreis“ genannt, zunächst im Gouvernement Eupen-Malmedy, ab 1925 Teil von Belgien, am 18. Mai 1940 wiedererrichtet,[18] 1945 endgültig zu Belgien)
5. Landkreis Geilenkirchen (bis zum 9. August 1933, anschließend Landkreis Geilenkirchen-Heinsberg)
6. Landkreis Geilenkirchen-Heinsberg (ab dem 10. August 1933)
7. Landkreis Heinsberg (bis zum 30. September 1932, anschließend zum Landkreis Geilenkirchen, der am 10. August 1933 in Landkreis Geilenkirchen-Heinsberg umbenannt wurde)
8. Landkreis Jülich
9. Landkreis Malmedy (bis zum 31. Oktober 1922, ab dem 20. September 1920 „Restkreis“ genannt, zunächst im Gouvernement Eupen-Malmedy, ab 1925 Teil des Staates Belgien, am 18. Mai 1940 wiedererrichtet, 1945 endgültig zu Belgien)
10. Landkreis Montjoie (bis zum 31. Mai 1920, anschließend in Landkreis Monschau umbenannt)
11. Landkreis Schleiden

Stadtkreis
1. Stadt Aachen

### Regierungsbezirk Düsseldorf
Landkreise
1. Landkreis Dinslaken (ab dem 1. April 1909)
2. Landkreis Duisburg (bis zum 23. Januar 1874, anschließend etliche Gemeinden in der Stadt Duisburg)
3. Landkreis Düsseldorf (bis zum 31. Juli 1929, anschließend im Landkreis Düsseldorf-Mettmann)
4. Landkreis Düsseldorf-Mettmann (ab dem 1. August 1929)
5. Landkreis Elberfeld
6. Landkreis Essen (bis zum 31. Juli 1929, anschließend die meisten Gemeinden in der Stadt Essen)
7. Landkreis Geldern
8. Landkreis Gladbach (bis zum 31. Juli 1929, jetzt überwiegend Stadt Mönchengladbach)
9. Landkreis Grevenbroich (bis zum 31. Juli 1929, anschließend im Landkreis Grevenbroich-Neuß)
10. Landkreis Grevenbroich-Neuß (ab dem 1. August 1929)
11. Landkreis Kempen (bis zum 31. Juli 1929, anschließend im Landkreis Kempen-Krefeld)
12. Landkreis Kempen-Krefeld (ab dem 1. August 1929)
13. Landkreis Kleve (zwischenzeitliche Schreibweise Cleve)
14. Landkreis Krefeld (zwischenzeitliche Schreibweise Crefeld, bis zum 31. Juli 1929, anschließend im Landkreis Kempen-Krefeld)
15. Landkreis Lennep (bis zum 31. Juli 1929, anschließend im Landkreis Solingen-Lennep, der 1931 in Rhein-Wupper-Kreis umbenannt wurde)
16. Landkreis Mettmann (bis zum 31. Juli 1929, anschließend im Landkreis Düsseldorf-Mettmann)
17. Landkreis Moers
18. Landkreis Mülheim an der Ruhr (ab dem 24. Januar 1874 bis zum 31. März 1910)
19. Landkreis Neuß (bis zum 31. Juli 1929, anschließend im Landkreis Grevenbroich-Neuß)
20. Landkreis Rees (seit 20. Mai 1842 Kreis Rees mit Sitz in Wesel)
21. Rhein-Wupper-Kreis (ab 1931)
22. Landkreis Ruhrort (ab dem 1. Juli 1887 bis zum 31. März 1909)
23. Landkreis Solingen (bis zum 31. Juli 1929, anschließend im Landkreis Solingen-Lennep, der 1931 in Rhein-Wupper-Kreis umbenannt wurde)
24. Landkreis Solingen-Lennep (ab dem 1. August 1929 bis zur Umbenennung in Rhein-Wupper-Kreis im Jahr 1931)

Stadtkreise
1. Stadt Barmen (ab dem 1. Juni 1861 bis zum 31. Juli 1929, anschließend Stadtteil der Stadt Barmen-Elberfeld, die am 25. Januar 1930 in Stadt Wuppertal umbenannt worden ist)
2. Stadt Barmen-Elberfeld (ab dem 1. August 1929 bis zum 24. Januar 1930, anschließend Umbenennung in Stadt Wuppertal)
3. Stadt Duisburg (ab dem 24. Januar 1874 bis zum 31. Juli 1929, anschließend Stadt Duisburg-Hamborn, ab dem 1. April 1935 wieder in Stadt Duisburg umbenannt)
4. Stadt Duisburg-Hamborn (ab dem 1. August 1929 bis zum 31. März 1935, danach Umbenennung in Stadt Duisburg)
5. Stadt Düsseldorf (ab dem 20. April 1872)
6. Stadt Elberfeld (ab dem 1. Juni 1861 bis zum 31. Juli 1929, anschließend Stadtteil der Stadt Barmen-Elberfeld, die am 25. Januar 1930 in Stadt Wuppertal umbenannt worden ist)
7. Stadt Essen (ab dem 28. Februar 1873)
8. Stadt Gladbach-Rheydt (ab dem 1. August 1929, am 1. August 1933 Wiedererrichtung der Städte München-Gladbach und Rheydt)
9. Stadt Hamborn (ab dem 1. Mai 1911 bis zum 31. Juli 1929, anschließend Stadt Duisburg-Hamborn, anschließend bis jetzt Stadtteil der Stadt Duisburg)
10. Stadt Krefeld (ab dem 14. Oktober 1872 [zunächst in der Schreibweise Crefeld bis zum 25. November 1925], am 1. August 1929 in Stadt Krefeld-Uerdingen a. Rh. umbenannt)
11. Stadt Krefeld-Uerdingen a. Rh. (ab dem 1. August 1929, am 1. April 1940 in Stadt Krefeld umbenannt)
12. Stadt Mülheim an der Ruhr (ab dem 1. Januar 1904)
13. Stadt München-Gladbach (ab dem 1. Januar 1888 bis zum 31. Juli 1929, anschließend Stadt Gladbach-Rheydt, ab dem 1. August 1933 wieder Stadt München-Gladbach [ohne die Stadt Rheydt], jetzt Mönchengladbach)
14. Stadt Neuß (ab dem 1. April 1913)
15. Stadt Oberhausen (ab dem 1. April 1901)
16. Stadt Remscheid (ab dem 1. Januar 1888)
17. Stadt Rheydt (ab dem 1. August 1929 bis zum 31. Juli 1933 Stadtteil der Stadt Gladbach-Rheydt)
18. Stadt Solingen (ab dem 1. April 1896)
19. Stadt Sterkrade (ab dem 1. Juli 1917 bis zum 31. Juli 1929, anschließend Eingliederung in die Stadt Oberhausen)
20. Stadt Viersen (ab dem 1. August 1929)
21. Stadt Wuppertal (ab dem 25. Januar 1930)

### Regierungsbezirk Koblenz

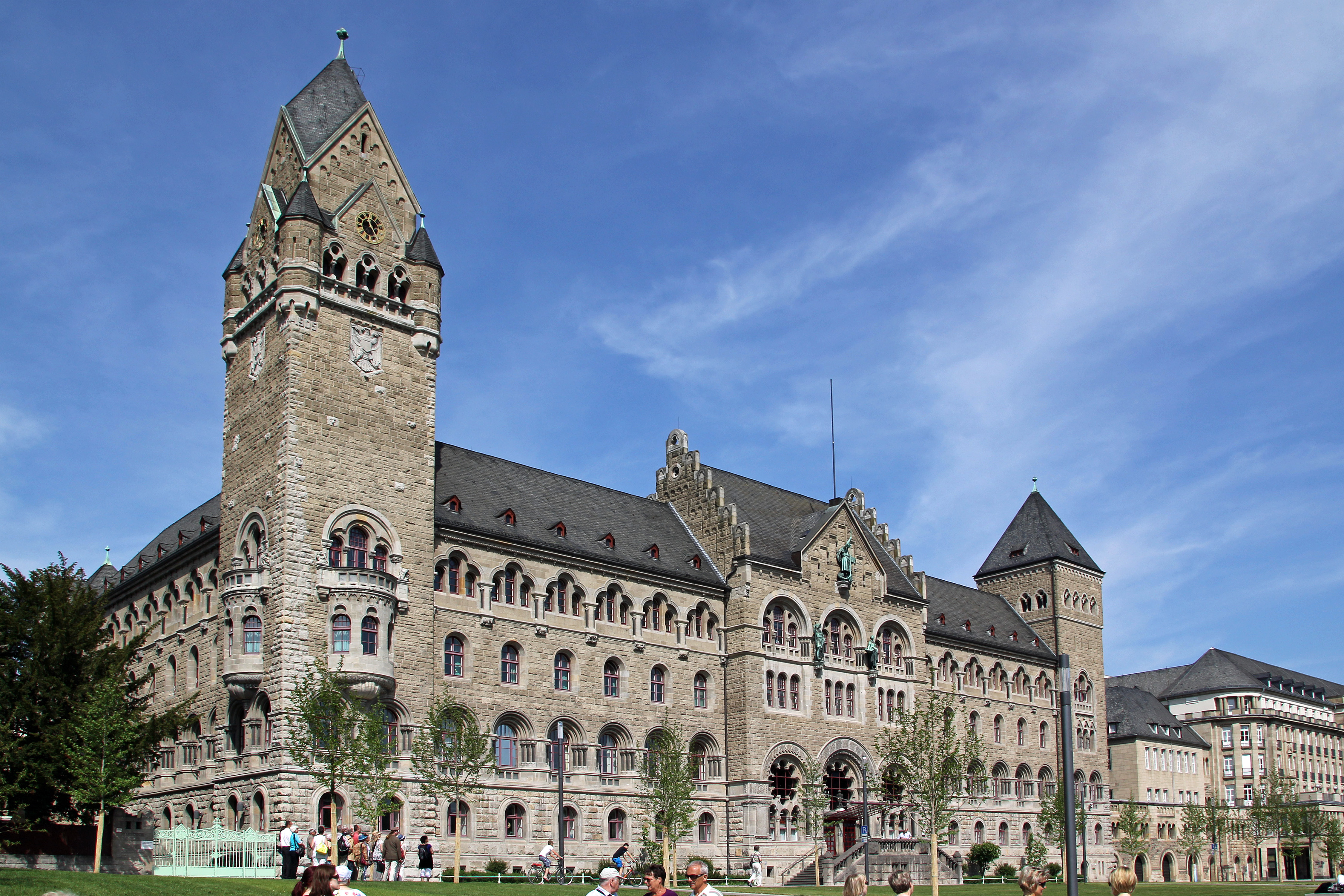
Ehem. preußisches Regierungsgebäude für den Regierungsbezirk Koblenz in Koblenz, heute Sitz des BAAINBw

(Verwaltungssitz: Preußisches Regierungsgebäude in Koblenz)
Landkreise
1. Kreis Adenau (bis zum 30. September 1932, verteilt auf die Kreise  Ahrweiler und Mayen)
2. Kreis Ahrweiler
3. Kreis Altenkirchen (Westerwald)
4. Kreis Birkenfeld (ab dem 1. April 1937)
5. Kreis Braunfels (bis 1822, anschließend im Kreis Wetzlar)
6. Kreis Cochem
7. Landkreis Koblenz (Schreibweise bis 1926 Coblenz)
8. Kreis Kreuznach
9. Kreis Linz (bis 1822, anschließend im Kreis Neuwied)
10. Kreis Mayen
11. Kreis Meisenheim (bis zum 30. September 1932, anschließend im Kreis Kreuznach)
12. Kreis Neuwied
13. Kreis Sankt Goar
14. Kreis Siegen (am 1. Juni 1817 zum Regierungsbezirk Arnsberg)
15. Kreis Simmern
16. Kreis Wetzlar (bis zum 30. September 1932 [Exklave])
17. Kreis Zell (Mosel)

Stadtkreis
1. Stadt Koblenz (ab dem 1. Oktober 1887, Schreibweise bis 1926 Coblenz)

### Regierungsbezirk Köln
Landkreise
1. Landkreis Bergheim (Erft)
2. Landkreis Bonn
3. Landkreis Euskirchen
4. Kreis Gummersbach (bis zum 30. September 1932, anschließend zum Oberbergischen Kreis)
5. Landkreis Köln (ursprüngliche Schreibweise Cöln)
6. Kreis Mülheim am Rhein (bis zum 30. September 1932, anschließend zum Rheinisch-Bergischen Kreis)
7. Oberbergischer Kreis
8. Kreis Rheinbach (bis zum 30. September 1932, anschließend zum Landkreis Euskirchen)
9. Rheinisch-Bergischer Kreis
10. Siegkreis
11. Kreis Waldbröl (bis zum 30. September 1932, anschließend zum Oberbergischen Kreis)
12. Kreis Wipperfürth (bis zum 30. September 1932, anschließend zum Rheinisch-Bergischen Kreis)

Stadtkreise
1. Stadt Bonn (ab dem 1. Oktober 1887)
2. Stadt Köln (ursprüngliche Schreibweise Cöln)
3. Stadt Mülheim am Rhein (ab dem 1. Mai 1901 bis zum 31. März 1914, anschließend Stadtteil von Köln)

### Regierungsbezirk Trier
Landkreise
1. Landkreis Bernkastel
2. Landkreis Bitburg
3. Landkreis Daun (bis zum 31. Dezember 2006, anschließend Umbenennung in Landkreis Vulkaneifel)
4. Landkreis Merzig (bis zum 30. September 1920, anschließend aufgeteilt in einen Südteil im Saargebiet und einen Nordteil als Restkreis Merzig-Wadern, 1946 Wiedervereinigung von Stammkreis Merzig und Restkreis Merzig zum Landkreis Merzig-Wadern als Teil des Saarlandes)[19]
5. Restkreis Merzig-Wadern (ab dem 1. Oktober 1920 bis 1946)
6. Landkreis Ottweiler (bis zum 30. September 1920, anschließend im Saargebiet)
7. Landkreis Prüm
8. Landkreis Saarbrücken (bis zum 30. September 1920, anschließend im Saargebiet)
9. Landkreis Saarburg
10. Landkreis Saarlouis (bis zum 30. September 1920, anschließend im Saargebiet)
11. Landkreis Sankt Wendel (bis zum 30. September 1920, anschließend teilweise im Saargebiet und im Restkreis Sankt Wendel-Baumholder)
12. Restkreis Sankt Wendel-Baumholder (ab dem 1. Oktober 1920 bis zum 31. März 1937, anschließend im Landkreis Birkenfeld)
13. Landkreis Trier
14. Landkreis Wittlich

Stadtkreise
1. Stadt Saarbrücken (ab dem 7. September 1909 bis zum 30. September 1920, anschließend im Saargebiet)
2. Stadt Trier

### Weitere bedeutende Städte im Nordrheinland
- Bergisch Gladbach
- Düren
- Eschweiler
- Stolberg (Rhld.)
- Jülich
- Kleve
- Wesel
- Geldern
- Xanten

### Weitere bedeutende Städte im Südrheinland
- Andernach
- Bernkastel-Kues
- Boppard
- Cochem
- Daun
- Linz am Rhein
- Mayen
- Neuwied
- Prüm
- Remagen
- Sinzig
- Wittlich

## Oberpräsidenten

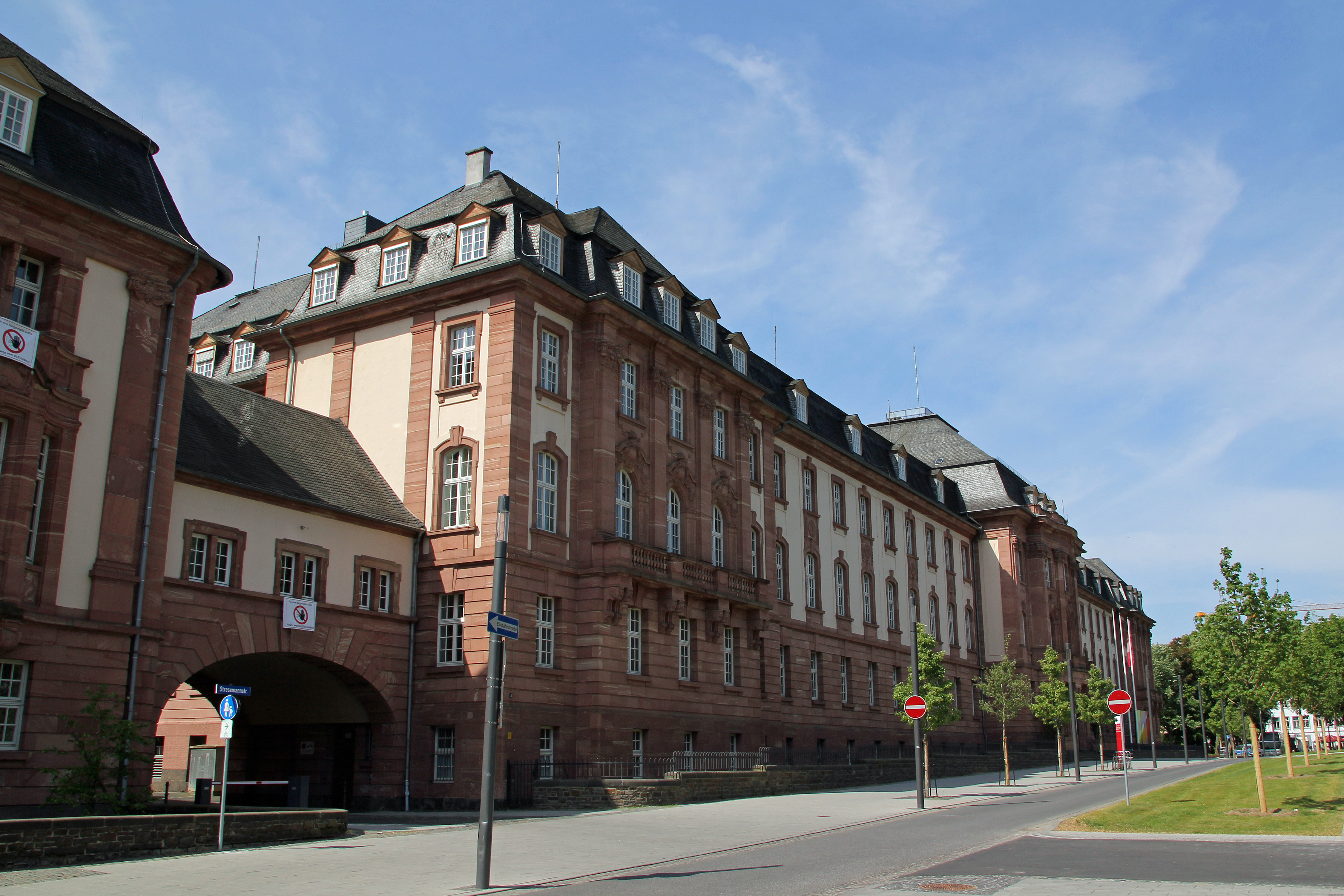
Das ehem. Gebäude des Oberpräsidiums der Rheinprovinz in Koblenz

(Dienstsitz: Oberpräsidium der Rheinprovinz in Koblenz)
- 1815–1822 Friedrich zu Solms-Laubach (Provinz Jülich-Kleve-Berg; Dienstsitz: Köln)
- 1815–1816 Johann August Sack (Provinz Niederrhein; Dienstsitz: Koblenz)
- 1816–1822 Karl von Ingersleben (Provinz Niederrhein; Dienstsitz: Koblenz)
- 1822–1831 Karl von Ingersleben
- 1831–1834 Philipp von Pestel
- 1834–1842 Ernst von Bodelschwingh der Ältere
- 1842–1845 Eduard von Schaper
- 1845–1848 Franz August Eichmann
- 1848 Eduard von Moeller
- 1848–1850 Franz August Eichmann
- 1850–1851 Rudolf von Auerswald
- 1851–1858 Hans Hugo von Kleist-Retzow
- 1858–1871 Adolf von Pommer Esche
- 1872–1889 Moritz von Bardeleben
- 1889–1890 Hans Hermann von Berlepsch
- 1890–1905 Berthold von Nasse
- 1905–1910 Clemens Freiherr von Schorlemer-Lieser
- 1910–1918 Georg von Rheinbaben
- 1918–1922 Rudolf von Groote
- 1922–März 1933 Johannes Fuchs, Zentrum
- 1933–1935 Hermann von Lüninck
- 1935–1945 Josef Terboven, NSDAP
- April–Juni 1945 Johannes Fuchs, Zentrum (Oberpräsident der Rheinprovinz, Dienstsitz: Bonn)
- Juni–Oktober 1945 Johannes Fuchs, Zentrum (Oberpräsident der Provinz Nordrhein, Dienstsitz: Bonn)
- Oktober 1945 bis August 1946 Robert Lehr, CDU (Oberpräsident der Provinz Nordrhein, Dienstsitz: Düsseldorf)
- Dezember 1945 bis Dezember 1946 Wilhelm Boden, CDP (Oberpräsident der Provinz Rheinland-Hessen-Nassau, Dienstsitz: Koblenz)

## Provinzialverband

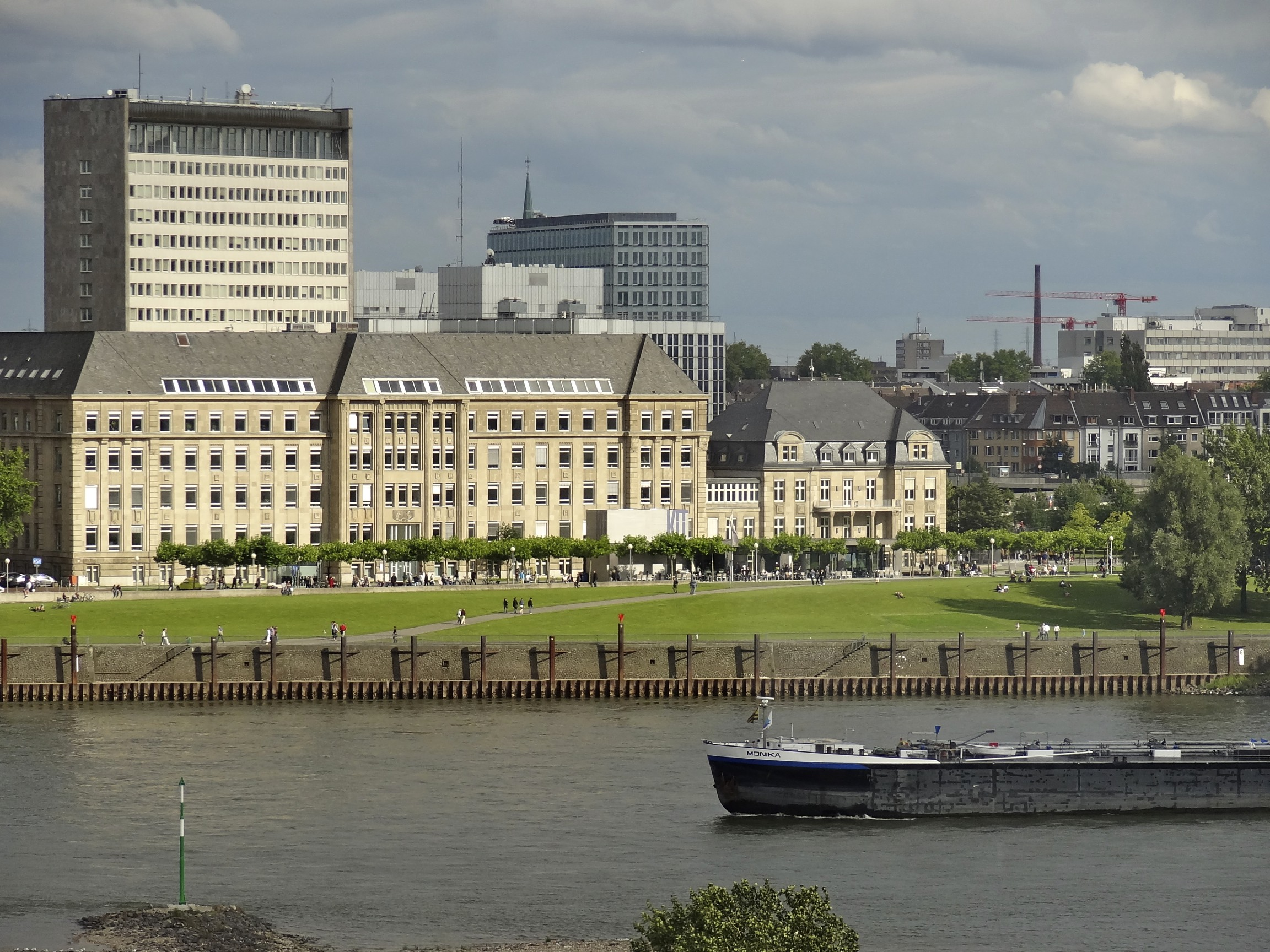
Landeshaus Düsseldorf

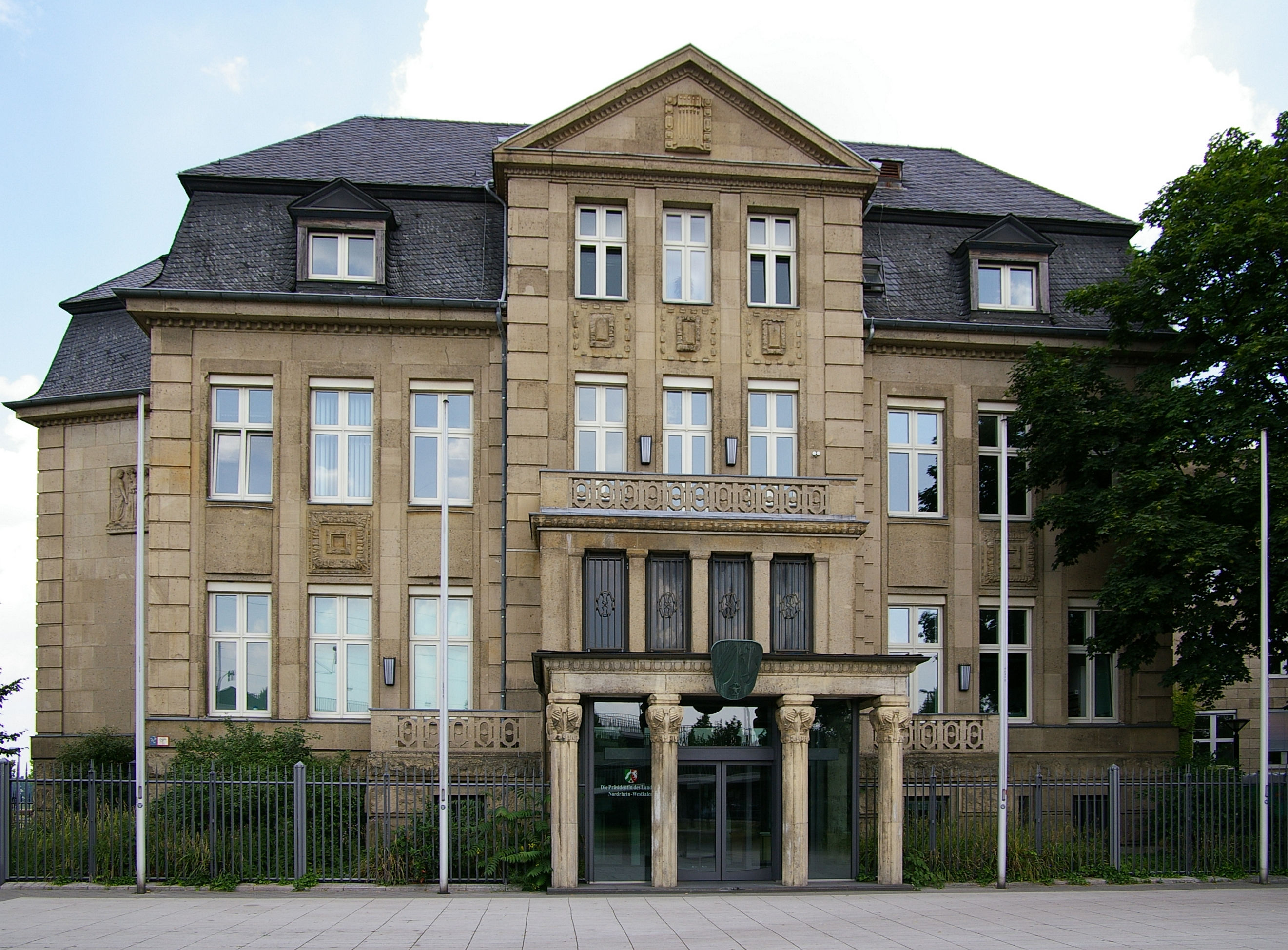
Villa Horion

Ab 1887 bildeten die rheinischen Kreise eine Selbstverwaltungskörperschaft, den Provinzialverband der Rheinprovinz.

### Landeshauptmann (1875–1945)
In der Provinz war der Landeshauptmann (bis 1897: „Landesdirektor“) ein seit 1875 vom rheinpreußischen Provinziallandtag gewählter Beamter. Er leitete die provinziale Selbstverwaltung und war auf mindestens sechs und höchstens zwölf Jahre zu wählen. Es standen ihm als Hilfsorgane der Landesrat und technische Beamte, insbesondere für das Bauwesen, zur Seite. Die provinziale Selbstverwaltung hatte seit dem 1. Juli 1873 ihren Sitz in Düsseldorf. Dort, unmittelbar am Rheinknie gelegen, war der Amtssitz des rheinischen Landeshauptmanns ab 1911 die Villa Horion neben dem Landeshaus, in welchem die Zentralverwaltung des Rheinischen Provinzialverbandes untergebracht war. Die Landeshauptmänner waren:
- 1875–1883: Hugo von Landsberg-Steinfurt
- 1883–1903: Wilhelm Klein
- 1903–1921: Ludwig von Renvers
- 1922–1933: Johannes Horion, Zentrum
- 1933–1945: Heinrich Haake, NSDAP

### Provinziallandtag

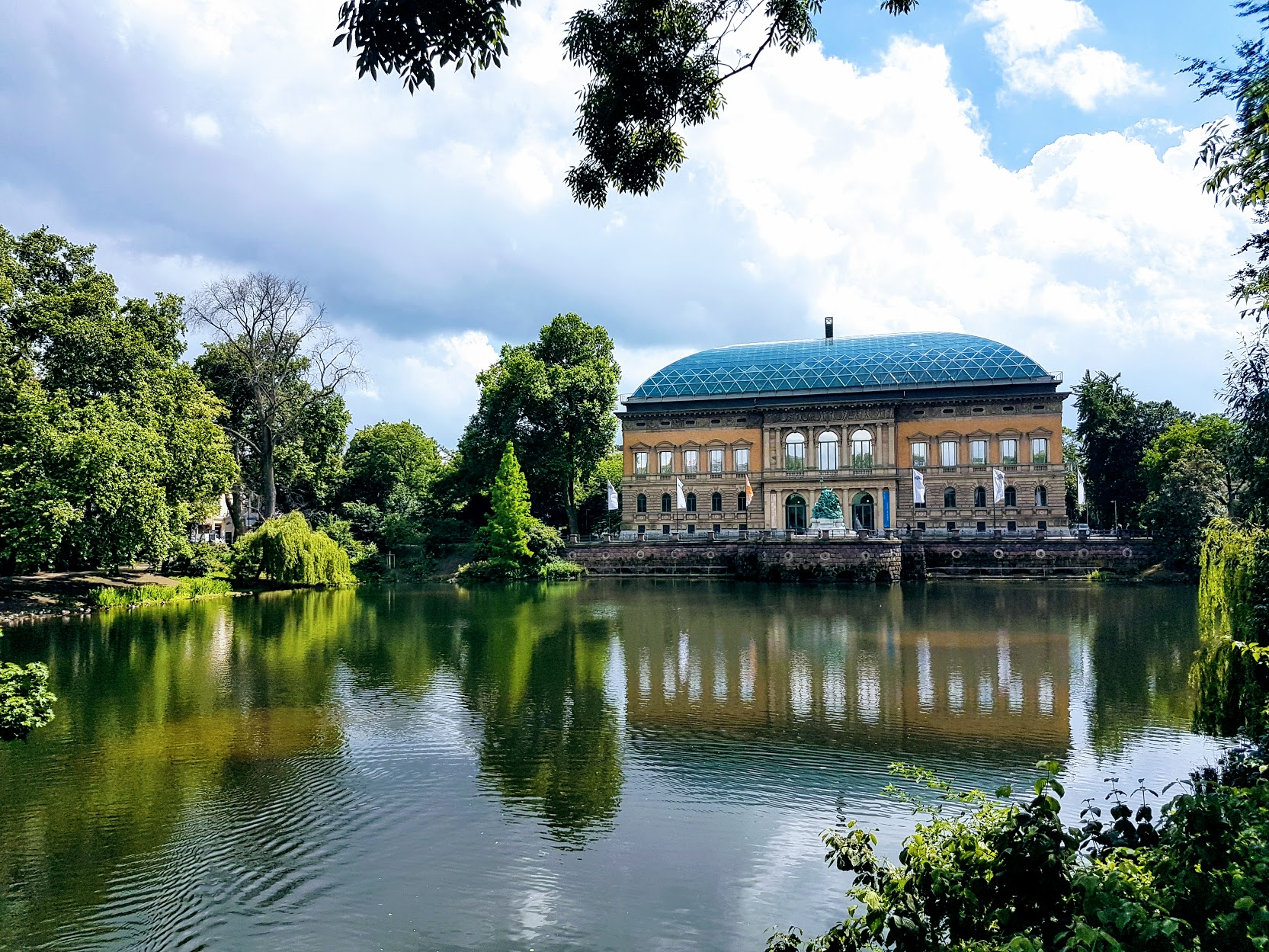
Ständehaus der Rheinprovinz (heute Kunstsammlung Nordrhein-Westfalen)

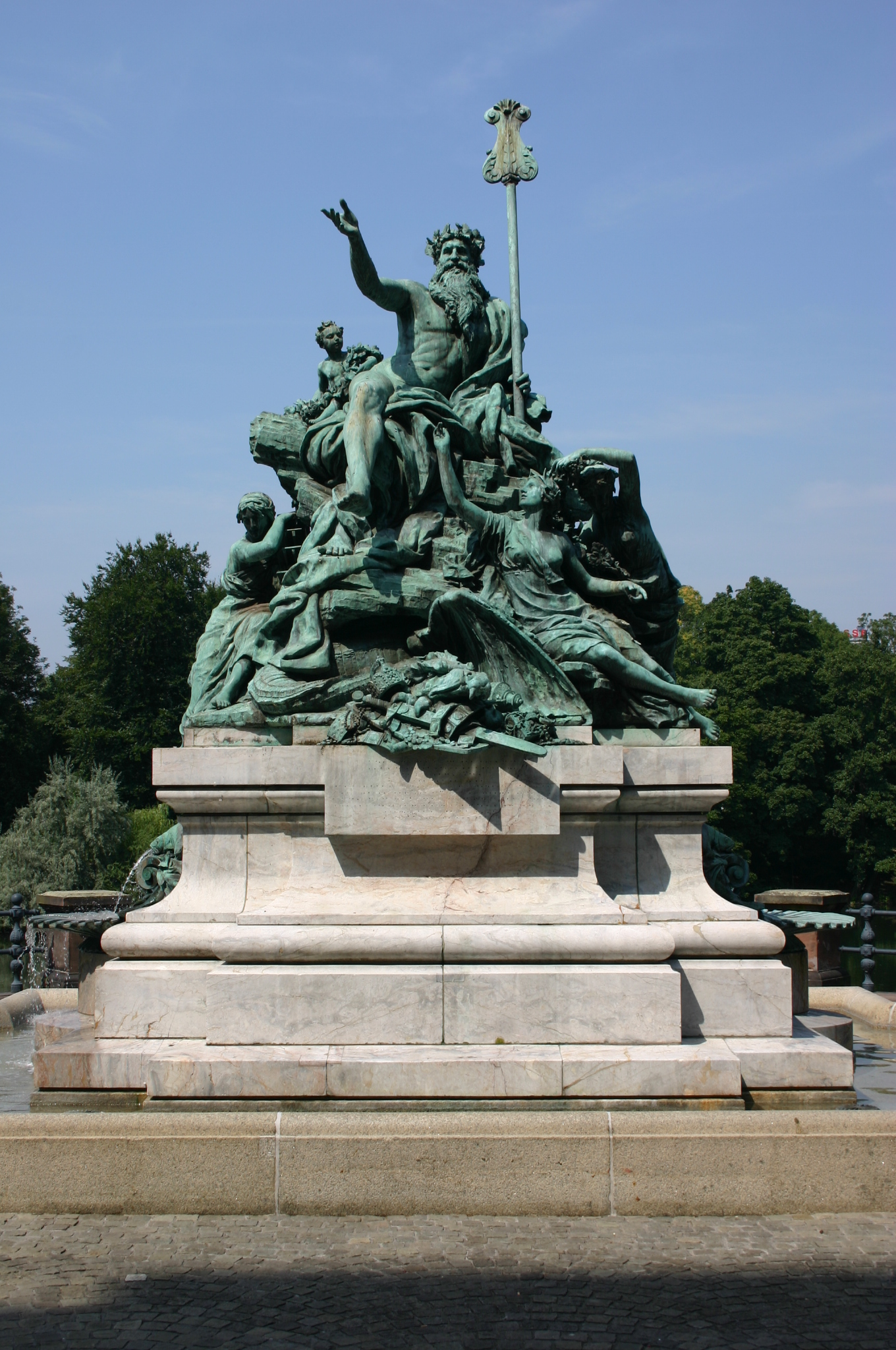
Die Brunnenskulptur Vater Rhein und seine Töchter (1884/1897) wurde als Allegorie der Rheinprovinz vor dem Ständehaus errichtet.

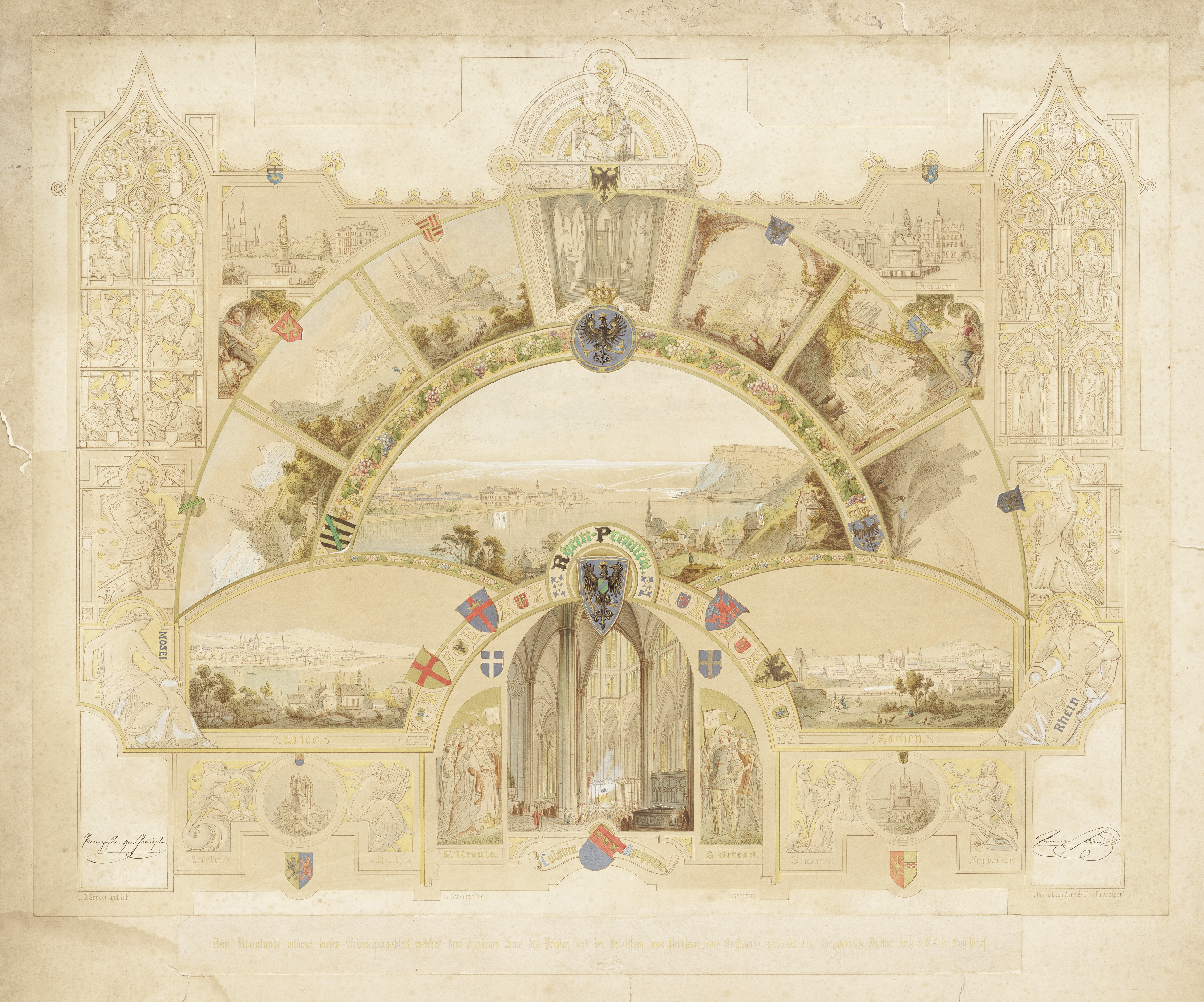
Rhein-Preussen bzw. Dem Rheinlande …, rheinromantisch inspiriertes Erinnerungsblatt von Caspar Scheuren, lithografiert von Johann Baptist Sonderland, 19. Jahrhundert

Die ersten Provinziallandtage im Königreich Preußen wurden zunächst unter dem Namen „Provinzialstände“ durch das Allgemeine Gesetz wegen Anordnung der Provinzialstände vom 5. Juni 1823 angeordnet. Nähere Bestimmungen für die Rheinprovinz enthielt das Gesetz wegen Anordnung der Provinzial-Stände für die Rheinprovinzen vom 27. März 1824. Der Provinziallandtag der Rheinprovinz tagte zwischen 1826 und 1933 und hatte seinen Sitz in Düsseldorf.
Das dortige Vertretungsrecht besaßen lediglich Grundbesitzer. Neben fünf sogenannten Standesherren, ehemaligen Reichsständen, die Virilstimmen besaßen, bestanden die Provinzialstände der Rheinprovinz aus je 25 Vertretern der Ritterschaft (Besitzer von Rittergütern), der Städte und der ländlichen Grundbesitzer.
Seine Tagungsorte waren von 1826 bis 1843 die Alte Kanzlei am Marktplatz, heute Teil des Düsseldorfer Rathauses, von 1843 bis 1851 das ehemalige Statthalterpalais an der Mühlenstraße, von 1851 bis 1872 das ehemalige kurfürstliche Düsseldorfer Schloss am Burgplatz, zwischen 1872 und 1879 die Aula der städtischen Realschule an der Klosterstraße und schließlich zwischen 1880 und 1933 das eigens errichtete Ständehaus am Schwanenspiegel.
Am 15. Dezember 1933 wurde das „Gesetz zur Auflösung der Provinziallandtage“ verkündet. Die Provinzialverwaltung wurde dem Oberpräsidenten von Lüninck in Koblenz angegliedert, der fortan die Aufgaben und Zuständigkeiten des aufgelösten Provinziallandtags übernahm und den Landeshauptmann zu seinem ständigen Vertreter bei der Provinzialverwaltung bestellte. Dienstsitz blieb Düsseldorf.
| 1921      | 1921 | 1921  |
| Partei    | %    | Sitze |
| --------- | ---- | ----- |
| Zentrum   | 45,9 | 73    |
| SPD       | 16,4 | 26    |
| DVP       | 12,0 | 19    |
| KPD       | 8,9  | 14    |
| DNVP      | 8,7  | 14    |
| USPD      | 3,8  | 6     |
| DDP       | 3,1  | 5     |
| CVP       | 0,6  | 1     |
| Parteilos | 0,6  | 1     |

| 1925                         | 1925 | 1925  |
| Partei                       | %    | Sitze |
| ---------------------------- | ---- | ----- |
| Zentrum                      | 43,9 | 72    |
| SPD                          | 14,1 | 23    |
| KPD                          | 12,4 | 21    |
| DNVP                         | 9,8  | 16    |
| DVP                          | 9,4  | 16    |
| WP                           | 3,4  | 6     |
| DDP                          | 2,2  | 4     |
| Rheinische Bauern und Winzer | 1,2  | 2     |
| Sparerbund                   | 1,1  | 2     |
| BAA                          | 0,3  | 1     |

| 1929    | 1929 | 1929  |
| Partei  | %    | Sitze |
| ------- | ---- | ----- |
| Zentrum | 39,2 | 64    |
| SPD     | 14,8 | 25    |
| KPD     | 12,7 | 21    |
| DVP     | 8,0  | 14    |
| DNVP    | 7,1  | 12    |
| WP      | 6,6  | 11    |
| NSDAP   | 3,2  | 6     |
| DDP     | 2,0  | 4     |
| CSVD    | 1,8  | 3     |
| CNBL    | 1,4  | 3     |

| 1933    | 1933 | 1933  |
| Partei  | %    | Sitze |
| ------- | ---- | ----- |
| NSDAP   | 38,0 | 62    |
| Zentrum | 32,2 | 53    |
| KPD     | 11,2 | 19    |
| SPD     | 9,5  | 16    |
| DNVP    | 7,1  | 13    |

An 100 % fehlende Sitze = Nicht im Provinziallandtag vertretenden Wahlvorschläge

## Wahlen zum Reichstag
Die Rheinprovinz war für die Wahlen zum Reichstag der Weimarer Republik folgenden Wahlkreisen zugeordnet
- Wahlkreis 20 Köln-Aachen
- Wahlkreis 21 Koblenz-Trier
- Wahlkreis 22 Düsseldorf-Ost
- Wahlkreis 23 Düsseldorf-West
- Exklave Wetzlar zum Wahlkreis 19 Hessen-Nassau

## Infrastruktur

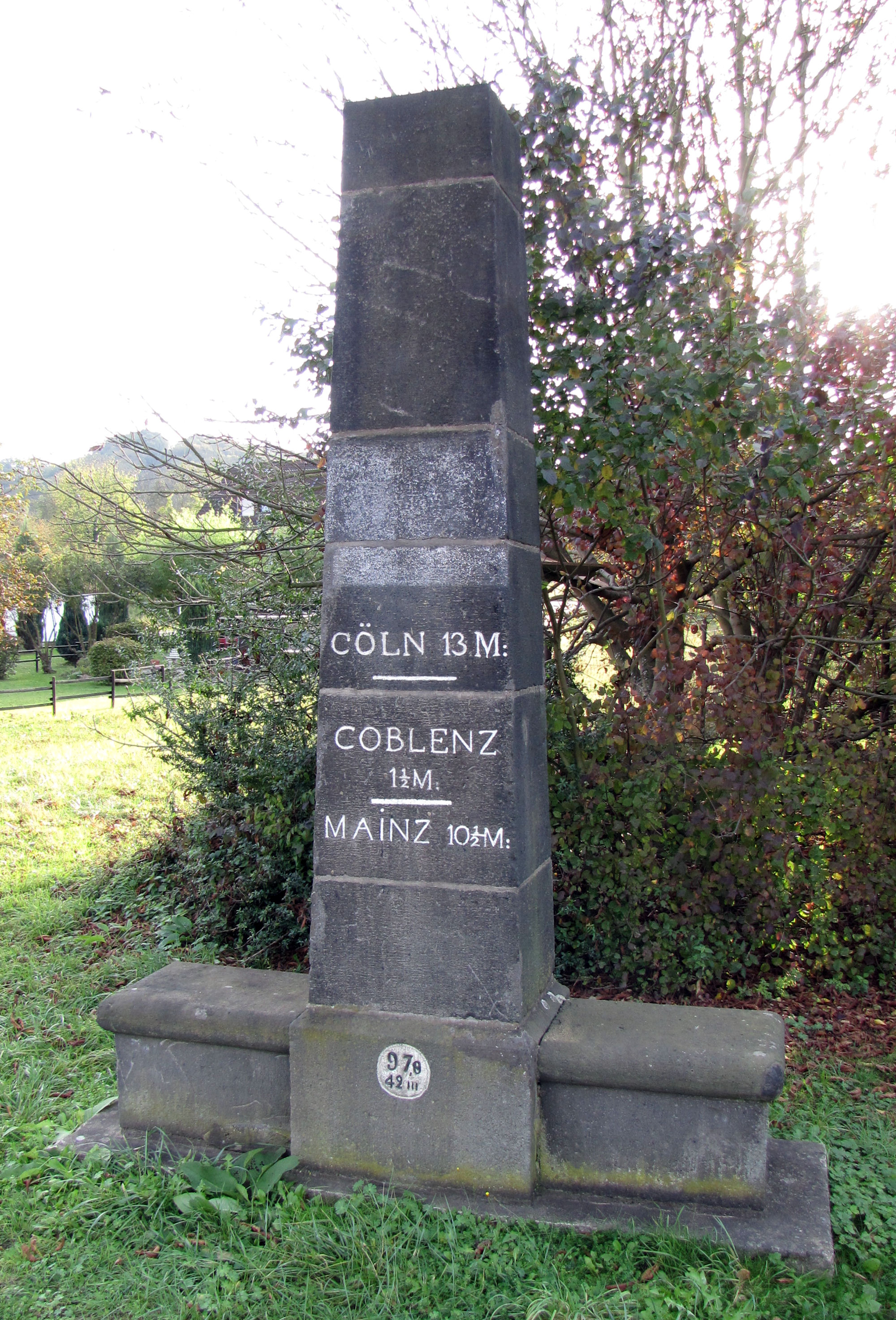
Preußischer Meilenstein im Mittelrheintal nahe Brey

Nachdem die Rheinprovinz als preußisches Gebiet hinzugekommen war, wurde vom preußischen Staat ein Straßenbauprogramm größeren Ausmaßes zur Verbesserung von Infrastruktur und Wirtschaft aufgelegt. So wurde beispielsweise entlang des Rheins eine neue durchgehende Uferstraße gebaut. Ein Teilstück zwischen Bingen und Koblenz wurde bereits zuvor von den Franzosen fertiggestellt. Zur Entfernungsanzeige wurden dabei preußische Meilensteine aufgestellt, die größtenteils auch heute noch erhalten geblieben sind.

## Schulwesen
1828 gab es in der Rheinprovinz 17 Gymnasien (in Klammern das Jahr der preußischen Anerkennung): Königliches Gymnasium zu Aachen (1814/16), Königlich-Preußisches Gymnasium Bonn (1814/16), Stiftisches Gymnasium Duisburg (1821), Stiftisches Gymnasium Düren (1826), Königliches Katholisches Gymnasium Düsseldorf (1815), Evangelisches Gymnasium Elberfeld (1824), Königliches Gymnasium zu Essen (1819/24), Königliches Gymnasium zu Cleve (1782/1817), Königliches Gymnasium Coblenz (1814/20), Königliches Katholisches Gymnasium an Marzellen (1815) und Königliches Friedrich-Wilhelm-Gymnasium in Cöln (1825; Name seit 1830, vorher Karmeliter-Kollegium), Königliches Gymnasium Kreuznach (1819), Königliches Gymnasium zu Münstereifel (1825/31), Königliches Gymnasium zu Saarbrücken (1818/22), Gymnasium zu Trier (1815), Gelehrtenschule und höhere Bürgerschule Wesel (1613 bzw. 1823/25) und Königliches Gymnasium zu Wetzlar (1817). In Brühl, Neuwied, Moers und Trier, später in Kempen und Bacharach bestanden Lehrerseminare.
1843 wurden an 19 Gymnasien, zu denen 1830/32 das Königliche Gymnasium zu Emmerich und 1842 die Rheinische Ritterakademie in Bedburg hinzugekommen waren, 3727 Schüler unterrichtet, von denen 163 das Abitur ablegten.
1861 gab es in der Rheinprovinz
- 22 Gymnasien; dazu gekommen waren inzwischen: Königliches Gymnasium zu Kempen (1855/57), Königliches Katholisches Gymnasiums an der Apostelkirche zu Köln (1860), Gymnasium zu Neuß (1852); ab 1852 war dem Provinzialschulkollegium auch das Königliche Katholische Gymnasium zu Hedingen bei Sigmaringen unterstellt,
- 13 Progymnasien: Andernach (1815/63), Erkelenz (1856), Jülich (1862), Linz (1846/55), M. Gladbach (1846), Moers (1824), Neuwied (1819/25 progymnasiale Nebenklassen an der Höheren Bürgerschule), Prüm (1852), Saarlouis (1816), Siegburg (1855), St. Wendel (1856), Trarbach (1855), Wipperfürth (1855),
- elf Realschulen: Aachen (1859/61), Barmen (1834), Realabteilung am Stiftischen Gymnasium Duisburg (1831/59/62), Düsseldorf (1838/59), Elberfeld (1846/59), 2 in Köln (1829/58) einschließlich der Realabteilung des Friedrich-Wilhelm-Gymnasiums (1862), Krefeld (1819/60), Mülheim an der Ruhr (1859), Ruhrort (1857/62), Trier (1859),
- zehn Höhere Bürgerschulen: Crefeld (1859/62), Kerpen (1860), Lennep (1849/55), Mayen (1862), M. Gladbach (1829/60), Mülheim am Rhein (1830), Neuwied (1825), Rheydt (1827), Solingen (1841), Trier (1846/47); darüber hinaus bestehen in einigen Städten Höhere Stadtschulen
- acht Provinzial-Gewerbeschulen: Aachen (1856), Barmen (1863), Elberfeld (1825), Koblenz (1855), Köln (1833), Crefeld (1851), Saarbrücken (1856), Trier (1830),
- drei Höhere Webeschulen: Elberfeld (1845), Krefeld (1855), Mülheim am Rhein (1852),[26]
- 3895 Elementarschulen (2856 katholische, 1009 evangelische, 30 jüdische) und 275 konzessionierte Privatschulen,
- fünf Taubstummenanstalten: Aachen (1832/86), Brühl (1854), Kempen (1841), Köln (1828/31) und Neuwied (1854) und
- eine Blindenanstalt: Düren (1842/45).

An den öffentlichen Schulen, in denen 520.940 Kinder beschult wurden, waren 2512 Lehrer und 840 Lehrerinnen angestellt. 12.312 Kinder besuchten Privatschulen. Die Schulaufsicht wurde durch Schul- und Kirchenräte bei den Bezirksregierungen wahrgenommen.
Von der Gründerzeit an wuchs die Zahl der weiterbildenden Schulen in der Rheinprovinz beträchtlich. Um 1900 bestanden 45 Gymnasien, 15 Realgymnasien, 10 Oberrealschulen, 17 Progymnasien, 20 Realschulen, drei Realprogymnasien sowie Handwerker- und Kunstgewerbeschulen bzw. Fachschulen. Es gab eine Universität in Bonn (1818), eine Technische Hochschule in Aachen (1870), eine Handelshochschule in Köln (1901), eine Landwirtschaftliche Akademie in Bonn-Poppelsdorf (1847), eine Kadettenanstalt in Bensberg (1840), eine Kriegsschule in Engers (1863), eine Kunstakademie in Düsseldorf (1819) und 10 Lehrerseminare.

## Trivia
Die „Provinzial Rheinland Holding – Ein Unternehmen der Sparkassen“ führt seit 2002 als Wettbewerbsunternehmen in der Form einer rechtsfähigen Anstalt des öffentlichen Rechts im Bundesland Nordrhein-Westfalen im Gebiet des Landschaftsverbandes Rheinland und im Bundesland Rheinland-Pfalz im Gebiet der ehemaligen Regierungsbezirke Koblenz und Trier in den Grenzen vom 31. Dezember 1966 (jetzt: regionaler Zuständigkeitsbereich der Struktur- und Genehmigungsdirektion Nord) die Tätigkeiten der „Provinzial-Feuerversicherungsanstalt der Rheinprovinz“ und der „Provinzial-Lebensversicherungsanstalt der Rheinprovinz“ fort. Noch bis zum September 2005 nannte sich die Deutsche Rentenversicherung Rheinland „LVA (Landesversicherungsanstalt) Rheinprovinz“, was auf die alte preußische Provinz zurückgeht.
In zahlreichen Orten des Rheinlands und des Saarlands gibt es bis heute den Straßennamen „Provinzialstraße“ für jetzige Landes- oder Bundesstraßen, deren Straßenbaulast von der Provinzverwaltung der Rheinprovinz getragen wurde.